# Ischnojoppa melanopyga
Ischnojoppa melanopyga là một loài tò vò trong họ Ichneumonidae.